# Бошняци в Турция
Бошняците в Турция (на турски: Türkiye'deki Boşnaklar) са етническа група в Турция. Те се оценяват между 660 000 – 800 000 души.
Живеят компактно в района на Адапазаръ, Измир и Маниса. Мнозинството от тях са подложени на асимилация.
През 2009 г., на среща в Сараево външният министър на Турция Ахмет Давутоглу заявява, че в Турция има повече бошняци, отколкото в самата Босна и Херцеговина. Днес около 98 000 от тях говорят на бошняшки език.
Заради войната в Босна и Херцеговина от 1992 г., в Турция пристигат около 20 000 бежанци.